# Santão
Santão ist ein Ort und eine ehemalige Gemeinde (Freguesia) im portugiesischen Kreis Felgueiras. Die Gemeinde hatte 776 Einwohner (Stand 30. Juni 2011).
Am 29. September 2013 wurden die Gemeinden Santão und Vila Verde zur neuen Gemeinde União das Freguesias de Vila Verde e Santão zusammengeschlossen.